# بحر السريع
بَحْرُ السَّرِيعِ هو أحد بحور الشعر، وسمي بالسريع (لأنه يسرع على اللسان)

## العروض
عروض هذا البحر لا تبقى صحيحة، فتستعمل:
1. مطوية مكشوفة: فتصير مفعلا أو فاعلن.
2. مخبولة مكشوفة: فتصير فعلا أو فعلن.